# Stictophaula bakeri
Stictophaula bakeri är en insektsart som beskrevs av Morgan Hebard 1922. Stictophaula bakeri ingår i släktet Stictophaula och familjen vårtbitare. Inga underarter finns listade i Catalogue of Life.